# Aqua Velva (cocktail)
 (avril 2020).
Un Aqua Velva est un cocktail à base de vodka, de gin, de limonade et de curaçao bleu ; ce dernier donne à la boisson la couleur de bleu givré Aqua Velva, son homonyme, un après-rasage américain qui prétendait « offrir un verre à votre peau ».  
Dans le film Zodiac, le cocktail est décrit comme la boisson préférée de l'auteur Robert Graysmith.
L'Aqua Velva est aussi une lotion après-rasage qui a été utilisée pour réaliser des cocktails, comme le décrit le trompettiste Chet Baker dans une description de sa vie de soldat alors qu'il était sur un transport de troupes en 1947 : « Comme il n'y avait pas d'alcool à boire, certains types mélangeaient de l'Aqua Velva et du jus de fruit.  tout le monde était bourré et se bagarrait. Certains devenaient aveugles à force d'ingurgiter ce cocktail toxique à base d'after-shave ».